# International Field Archery Association
Die International Field Archery Association (kurz: IFAA) ist ein internationaler Bogensportverband mit Sitz in Lugano (Schweiz). Der 1970 gegründete Verband fühlt sich vor allem dem Amateursport verpflichtet. Zur Teilnahme an den Welt- und Kontinentalmeisterschaften der IFAA bedarf es keiner sportlichen Qualifikation, sondern lediglich der Mitgliedschaft in einem der inkorporierten nationalen Bogensportverbände. 2010 gehörten der IFAA nach eigenen Angaben weltweit etwa 50 000 Sportler aus 37 Mitgliedsstaaten an, deren nationale Verbände Mitglied der IFAA sind. Die IFAA unterstützt die meisten Bogenklassen (Blankbogen, Langbogen, Recurvebogen, Compoundbogen) in unterschiedlichen Bogenstilarten (Visiereinrichtung, ohne Visier, klassische Bauarten). Die Schussentfernungen unterscheiden sich nicht zwischen den einzelnen Klassen und Stilarten. Lediglich für Kinder und Jugendliche werden verkürzte Entfernungen angeboten.
Der Verband ist nicht zu den Olympischen Spielen zugelassen. Dieses Privileg hat die weit größere World Archery Federation mit 149 nationalen Mitgliedsverbänden. Verbandssprache ist Englisch, daneben existieren deutsche und italienische Übersetzungen des Regelwerkes.

## Angebotene Bogensportwettbewerbe

### Feldbogensport (Field Championship)

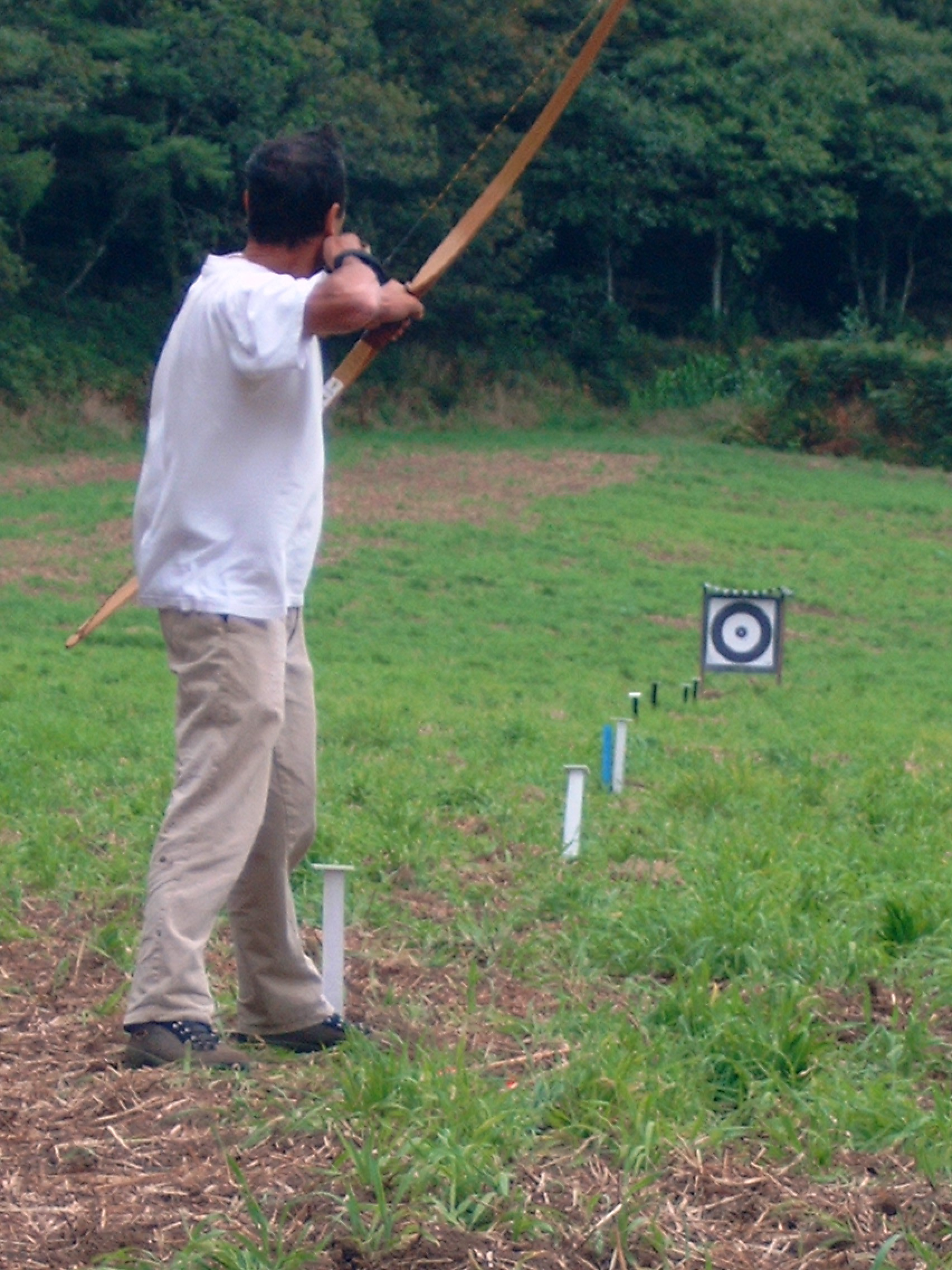
Feldbogenschütze auf einem Feldparcours

Bogensport auf einem festgelegten Parcours im Gelände auf Zielscheiben mit wechselnden (bekannten) Entfernungen (bis 72 m / 80 yard). Zu Meisterschaften erfolgt eine Unterteilung in 3 Rundentypen (Feldrunde, Jagdrunde, Tierbildrunde) mit jeweils anderen Zielscheibenauflagen.

### Bogenjagd (Bowhunter Championship)

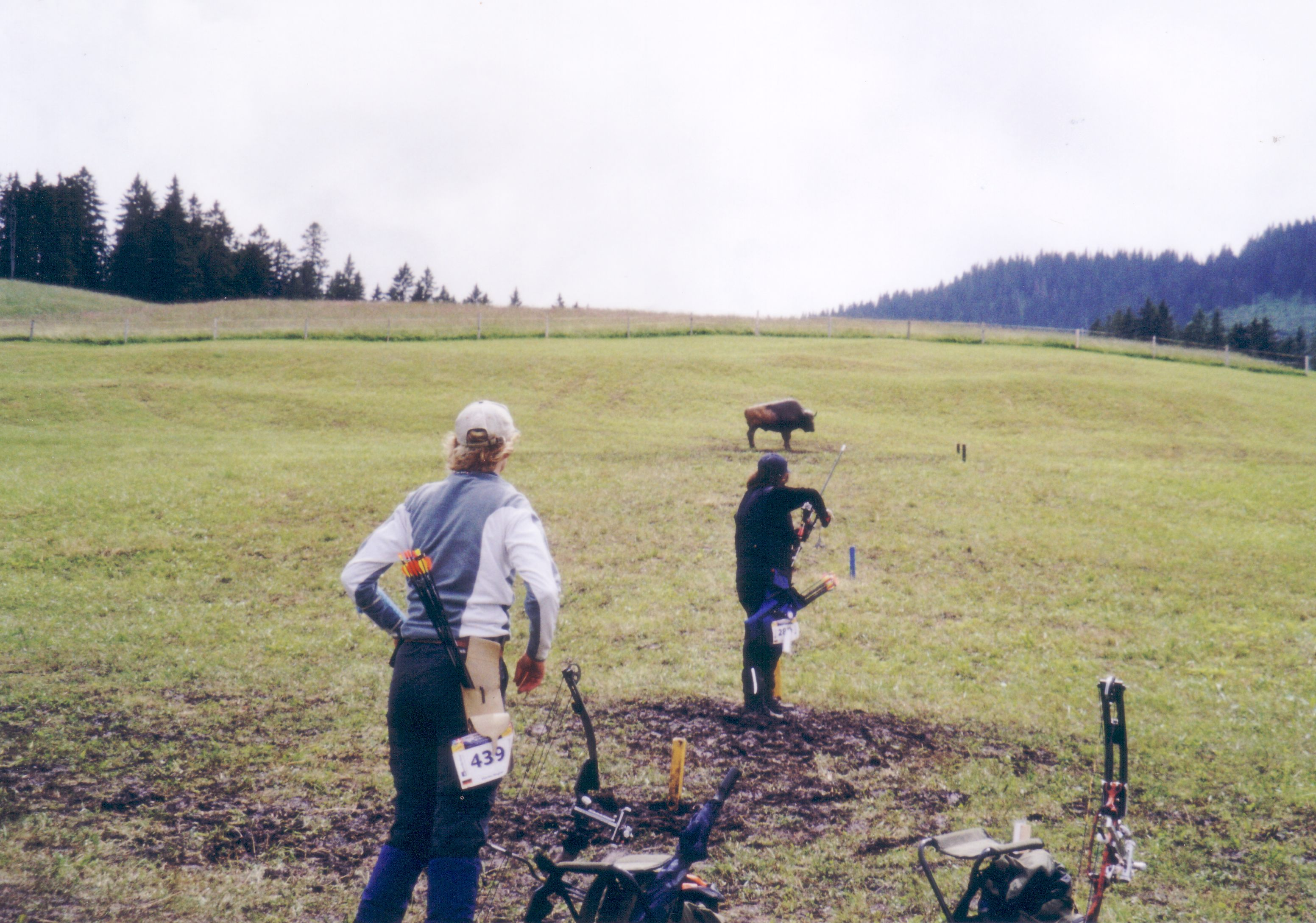
IFAA, World bowhunterchampionships, Wildhaus, Schweiz, 2007. Compoundschützen auf dem Parcours 3D hunting

Simulierte Bogenjagd auf einem Parcours mit 3D-Zielen (plastische Tierattrappen) unbekannter Entfernung (bis 55 m / 60 yard).

### Hallenturniere (Indoor Championship)
Bogensportwettbewerb auf eine Entfernung über 20 Yards auf Scheiben deren Wertungsbereich ringförmige Trefferzonen zwischen 4 und 40 cm aufweist.

## Offene Meisterschaften
Alle Meisterschaften der IFAA werden als offene Meisterschaften ausgeschrieben. Es wird von den Veranstaltern versucht alle Meldungen unabhängig vom Leistungsstand des Schützen zu berücksichtigen. Erstmals wurde 2010 zu den Weltmeisterschaften in Dahn eine Vergabe der Startplätze über nationale Kontingente reguliert.

## Internationale Wettbewerbe im deutschsprachigen Raum
Es finden mit wechselndem Turnus jeweils internationale Meisterschaften im Feldbogenschießen und im 3D-Bogenschießen statt.
| 2018 | European Bowhunter Championships         | Oberwiesenthal (Deutschland)      |
| 2017 | European Field Archery Championships     | Hohegeiß (Deutschland)            |
| 2016 | European Bowhunter Championships         | Saalbach-Hinterglemm (Österreich) |
| 2010 | World Field Archery Championships        | Dahn (Deutschland)                |
| 2010 | European Bowhunter Championships         | Stuhlfelden (Österreich)          |
| 2007 | World Indoor Archery Championships       | Mannheim (Deutschland)            |
| 2004 | European Bowhunter Archery Championships | Donnersbach (Österreich)          |
| 2003 | World Indoor Archery Championships       | Zürich (Schweiz)                  |
| 2001 | European Field Archery Championships     | Leukerbad (Schweiz)               |
| 1999 | World Bowhunter Championships            | Biersdorf am See (Deutschland)    |

## Weitere Internationale Wettbewerbe
| 2022 | European Bowhunter Championships | Confolens (Frankreich)          |
| 2019 | World Bowhunter Championships    | Yankton (South Dakota) (USA)    |
| 2017 | World Bowhunter Championships    | Castellina in Chianti (Italien) |
| 2015 | World Bowhunter Championships    | Gödöllő (Ungarn)                |